# Jorge Fernández Bustillo
Jorge Esteban Fernández Bustillo (Oviedo, 4 de agosto de 1943) es un político socialista asturiano. Es catedrático de Filosofía.
Fue director del Instituto Carreño Miranda de Avilés entre 1985 y 1987 para, tras las elecciones autonómicas de 1987, ser nombrado Director Regional de Cultura por el entonces Consejero Manuel Fernández de la Cera. Posteriormente, en enero de 1990, fue nombrado por el Presidente del Principado de Asturias, Pedro de Silva, Consejero de Educación, Cultura y Deportes del Gobierno de Asturias, cargo que ocupó hasta las elecciones autonómicas de mayo de 1991.
Fue elegido concejal del Ayuntamiento de Oviedo en las elecciones municipales celebradas el 13 de junio de 1999, cargo que revalidó tras las elecciones de 2003. En esa legislatura (2003-2007) fue, además, el portavoz del Grupo Municipal Socialista.
Forma parte del jurado de los Premios Príncipe de Asturias y del Premio Internacional de Ensayo Jovellanos. Está en posesión de la medalla de plata de la Junta General del Principado de Asturias. Ha colaborado en diversas publicaciones y es autor de varios libros sobre Asturias.
| Predecesor: Manuel Fernández de la Cera | Consejero de Educación, Cultura y Deportes 1990 - 1991                         | Sucesor: María Antonia Fernández Felgueroso |
| Predecesor: Leopoldo Tolivar Alas       | Portavoz del Grupo Municipal Socialista del Ayuntamiento de Oviedo 2003 - 2007 | Sucesor: Paloma Sainz                       |